# Герб Дядьковичів (Рівненський район)
Герб Дядьковичів — офіційний символ села Дядьковичі, Рівненського району Рівненської області, затверджений 18 травня 2001 р. рішенням сесії сільської ради. 
Автори — В. Власюк та Ю. Терлецький.

## Опис герба
У  зеленому полі золотий вітряк стоїть на чорній основі.

## Значення символів
Елементи та кольори символів указують на сільське господарство як основний вид заняття місцевих мешканців. Одна з ділянок орних ґрунтів ще й досі називається «Коло вітряка» — висота біля піщаного кар'єру, де в минулому стояв вітряк.